# Aéroport international Hartsfield-Jackson d'Atlanta
Pour les articles homonymes, voir ATL.
L’aéroport international Hartsfield-Jackson (code IATA : ATL • code OACI : KATL) est un aéroport international majeur à Atlanta, dans l'État de Géorgie, aux États-Unis. Plus grand aéroport des États-Unis et du monde par nombre de passagers (110,531 millions de passagers en 2019), il l'est également par le nombre de mouvements d'aéronefs.
Son nom vient des anciens maires d'Atlanta William B. Hartsfield (1890-1971) (qui a participé à la transformation de l'aéroport) et Maynard Jackson (1938-2003) (premier maire afro-américain de la ville, qui a participé à la modernisation de l'aéroport).

## Histoire
En 1909, Hartsfield était un circuit de course automobile qui appartenait au fondateur de la Coca-Cola Company, Asa Griggs Candler. Celui-ci avait acheté les rares terrains plats de la ville, il deviendra plus tard le maire d'Atlanta, de 1916 à 1919.
L'aéroport est ensuite devenu municipal. Mais c'est surtout à la fin des années 1970 qu'il a pris son essor. Une étude ayant montré que les vents de travers ne soufflaient intensément que quelques heures par an, l'architecte a proposé de supprimer les pistes transversales. Cela a permis de n'avoir que des pistes parallèles les unes aux autres. Grâce à cette configuration, l'aéroport a pu s'étendre. C'est le premier aéroport du monde où tous les avions sont au contact avec le terminal, c'est-à-dire que les passagers n'ont pas besoin d'emprunter un bus ou une navette à la sortie de l'appareil.
Entre les terminaux, l'architecte a ajouté un train. Il est pourvu d'une voix qui énonce l'alphabet pour que personne n'oublie de descendre à son terminal : B comme Bravo, C comme Charlie.
La mondialisation a atteint doucement Atlanta. En 1978, la compagnie nationale belge Sabena a été la première compagnie étrangère à être représentée. Jimmy Carter, le nouveau président, était un ami du consul général de Belgique.
C'est à Atlanta qu'a véritablement été lancé le concept de plate-forme de correspondance aérienne dans les années 1970. Actuellement la compagnie Delta Air Lines gère la plus grande plate-forme de correspondance du monde pour une compagnie aérienne avec plus de 1 000 vols par jour. On retrouve aussi des vols de la compagnie Air Tran. Cette fonction de hub est due à sa position très privilégiée dans le pays, car 80 % de la population américaine se situe à moins de 2 heures de vol de l'aéroport d'Atlanta (les vols intérieurs représentent 90 % des flux).
En 2007, l'aéroport a été moins atteint que les autres aéroports américains par les retards et l'engorgement du ciel, grâce à sa cinquième piste. En mai, l'aéroport a inauguré cette nouvelle piste large comme huit voies d'autoroute. Les retards dus à l'encombrement ont diminué de 78 %. Du 25e rang pour la ponctualité, il est passé au 4e. Pour que les contrôleurs aériens puissent voir la piste, il a fallu construire une nouvelle tour de contrôle de 122 mètres de haut, c'est la plus haute de toute l'Amérique du Nord, et la 4e du monde. La municipalité, qui gère l'aéroport, a aussi investi dans une voie de dégagement, dite Taxiway Victor, qui permet à un avion ayant atterri sur la piste la plus au nord (8L/26R) d'aller se garer sans devoir croiser la piste parallèle (8R/26L). Un seul équipement semblable existe ailleurs, à l'aéroport de Francfort.

## Situation

### Carte des 30 principaux aéroports américains
| \| 500 km1:17 479 000 \| Atlanta Los Angeles Chicago · O'Hare Chicago · Midway Dallas · Fort Worth New York · JFK Newark · Liberty New York-LaGuardia Denver San Francisco Charlotte Las Vegas Phoenix Miami Houston Seattle Orlando Minneapolis · Saint-Paul Boston Détroit Philadelphie Fort Lauderdale · Hollywood Baltimore Washington · R. Reagan Washington · Dulles Salt Lake City San Diego Honolulu Tampa Portland |
| 500 km1:17 479 000 |

## Statistiques
Pour des raisons techniques, il est temporairement impossible d'afficher le graphique qui aurait dû être présenté ici.

Voir la requête brute et les sources sur Wikidata.

### Zoom sur l'impact du covid de 2019-2020

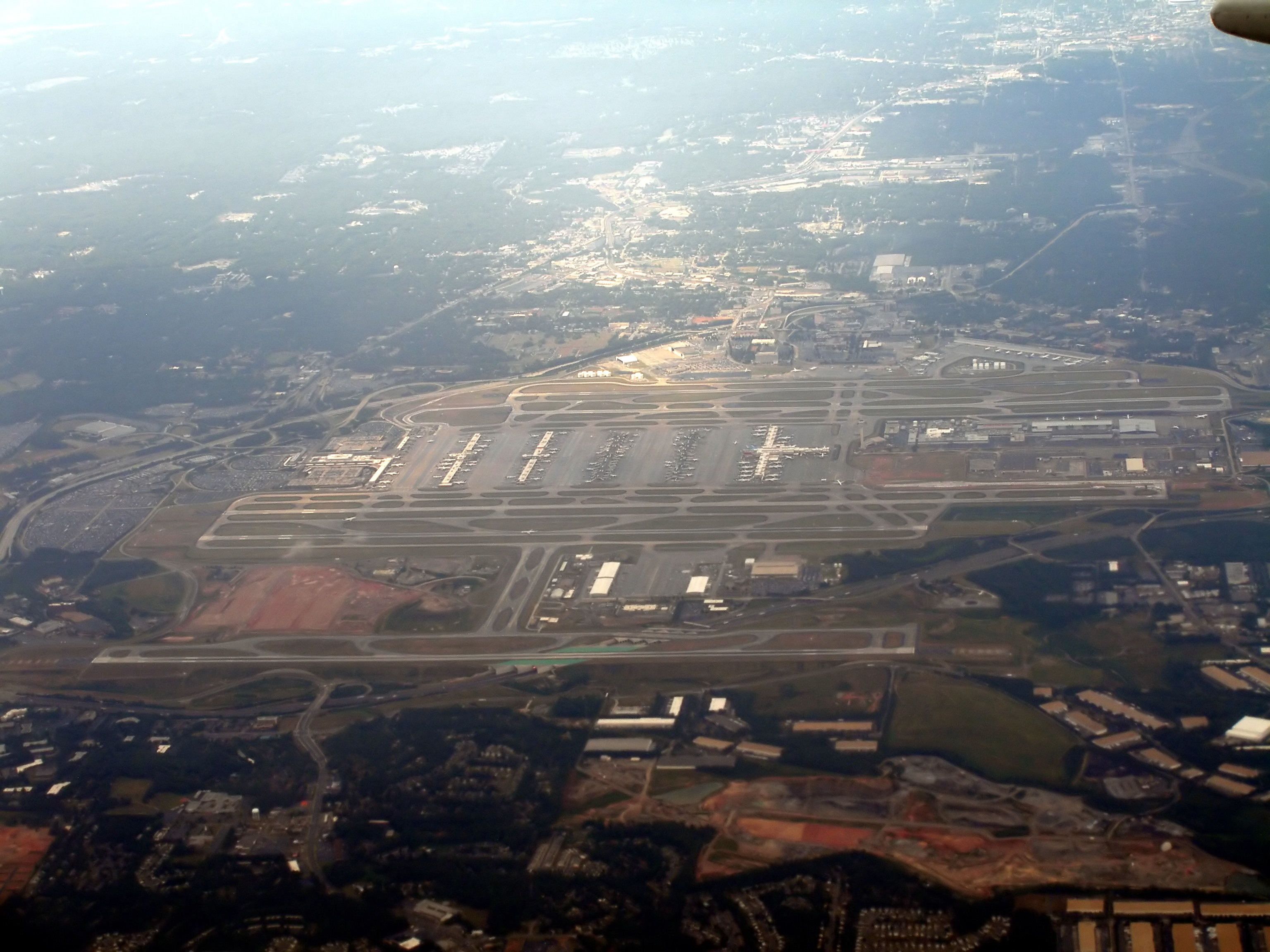
Vue aérienne de l'aéroport.

Pour des raisons techniques, il est temporairement impossible d'afficher le graphique qui aurait dû être présenté ici.

Voir la requête brute et les sources sur Wikidata.
Édité le 05/10/2019

## Compagnies et destinations
| Compagnies         | Destinations | Refs   |
| ------------------ | --- | ------ |
| Aer Lingus         | Dublin |        |
| Air Canada Express | Toronto (Pearson) | [ 4 ]  |
| Air France         | Paris-Charles de Gaulle | [ 5 ]  |
| Alaska Airlines    | Seattle-Tacoma | [ 6 ]  |
| American Airlines  | - Charlotte-Douglas, - Chicago-O'Hare, - Dallas-Fort Worth, - Los Angeles, - Miami, - New York-LaGuardia, - Philadelphie, - Phoenix-Sky Harbor, - Washington-Reagan | [ 7 ]  |
| American Eagle     | Charlotte-Douglas, Miami, New York-LaGuardia, Philadelphie, Washington-Reagan En saison : Chicago-O'Hare | [ 7 ]  |
| Boutique Air       | Jackson (Tennessee) (en), Nord-est de l'Alabama (en) |        |
| British Airways    | Londres-Heathrow | [ 8 ]  |
| Copa Airlines      | Panama-Tocumen |        |
| Delta Air Lines    | - Albany, - Albuquerque, - Amsterdam, - Appleton-Outagamie, - Aruba-Reine-Beatrix, - Asheville, - Augusta (en), - Austin-Bergstrom, - Baltimore-T. Marshall, - Baton Rouge, - Belize City-P. S. W. Goldson, - Hamilton-L.F. Wade, - Birmingham-Shuttlesworth (en), - Bogota-El Dorado, - Boise, - Bonaire-Flamingo, - Boston Logan, - Bozeman Yellowstone (en), - Buenos Aires-Ezeiza, - Buffalo-Niagara, - Burlington, - Cancún, - Carthagène-R. Núñez, - Cedar Rapids, - Charleston, - Charleston-Yeager, - Charlotte-Douglas, - Charlottesville, - Chattanooga (en), - Chicago-Midway, - Chicago-O'Hare, - Cincinnati-Northern Kentucky, - Cleveland-Hopkins, - Colorado Springs, - Columbia Metropolitan, - John Glenn Columbus, - Dallas-Fort Worth, - Dallas-Love Field, - Dayton, - Daytona Beach, - Denver, - Des Moines, - Fort Walton-Nord Floride, - Détroit, - Dublin, - El Paso, - Nord-ouest de l'Arkansas, - Fayetteville (en), - Fort Lauderdale-Hollywood, - Fort Myers, - Francfort, - Gainesville, - Grand Cayman-O. Roberts, - Grand Rapids-G. R. Ford, - Greensboro (en), - Greenville-Spartanburg, - Guadalajara-M. Hidalgo y Costilla, - Guatemala-La Aurora, - Gulfport-Biloxi, - Harrisburg (Middletown), - Hartford-Bradley, - Honolulu, - Houston-W. P. Hobby, - Houston-George Bush, - Huntsville (en), - Indianapolis, - Jackson-Evers, - Jacksonville, - Johannesbourg OR Tambo, - Kansas City, - Key West, - Kingston-N. Manley, - Knoxville-McGhee Tyson (en), - Lafayette, - Lagos-Murtala Muhammed, - Las Vegas-Harry-Reid, - Lexington-Blue Grass (en), - Liberia-D.-Oduber, - Lima-J. Chávez, - Little Rock-Clinton, - Londres-Heathrow, - Los Angeles, - Louisville-Standiford Field, - Madison (comté de Dane), - Madrid-Barajas, - Orlando-Melbourne, - Memphis, - Mexico-B. Juárez, - Miami, - Milwaukee-General Mitchell, - Minneapolis-Saint-Paul, - Mobile-Bates Field, - Montego Bay-Donald Sangster, - Monterrey-M. Escobedo, - Munich-F. J. Strauß, - Myrtle Beach, - Nashville, - Nassau L. Pindling, - Newark-Liberty, - Nice-Côte d'Azur, - La Nouvelle-Orléans-L. Armstrong, - New York-John F. Kennedy, - New York-LaGuardia, - Norfolk, - Oakland, - Oklahoma City (Will Rogers-World), - Omaha-Eppley, - Ontario, - Santa Ana-J. Wayne, - Orlando, - Plages du nord-ouest de la Floride, - Panama-Tocumen, - Paris-Charles de Gaulle, - Pensacola, - Philadelphie, - Phoenix-Sky Harbor, - Pittsburgh, - Portland (Maine), - Portland, - Providence-T. F. Green, - Providenciales, - Puerto Vallarta, - Punta Cana, - Quito-M. Sucre, - Raleigh-Durham, - Richmond-Byrd Field, - Rio de Janeiro/Galeão, - Roanoke–Blacksburg (en), - Roatán-J. M. Gálvez, - Rochester (État de New York), - Rome Léonard-de-Vinci/Fiumicino, - Sacramento, - Lambert-Saint Louis, - Sainte Lucie-Hewanorra, - Saint-Martin - Princesse-Juliana, - Charlotte Amalie - Cyril E. King, - Salt Lake City, - San Antonio, - San Diego, - San Francisco, - San José (Californie), - San José-J. Santamaría, - Los Cabos, - San Juan - Luis-Muñoz-Marín, - San Pedro Sula-R. V. Morales, - San Salvador-M. O. A. Romero y Galdámez, - Santiago du Chili-A.-M.-Benítez, - Saint-Domingue Las Américas, - São Paulo/Guarulhos, - Sarasota-Bradenton, - Savannah, - Seattle-Tacoma, - Séoul-Incheon, - Shanghai-Pudong, - Sioux Falls, - Spokane, - Springfield–Branson (en), - Stuttgart, - Syracuse-Hancock, - Tallahassee, - Tampa, - Tokyo-Haneda, - Toronto (Pearson), - Trois-Cités (en), - Tucson, - Tulsa (en), - Vancouver, - Washington-Dulles, - Washington-Reagan, - Palm Beach, - Comté de Westchester, - Wichita, - Wilmington (en) En saison : - Anchorage-T.-Stevens, - Saint John's-V. C. Bird, - Athènes E.-Venizélos, - Bangor, - Barcelone-El Prat, - Vail (comté d'Eagle), - Kalispell (en), - Austin-Straubel, - Yampa Valley (en), - Jackson Hole, - Milan-Malpensa, - Missoula, - Montrose (en), - Rapid City, - Reno-Tahoe, - Palm Springs, - Christiansted - H. E. Rohlsen, - Saint-Christophe-et-Niévès, - Venise - Marco Polo | ,      |
| Delta Connection   | - Albany (Géorgie), - Alexandria, - Allentown-Bethlehem-Easton, - Appleton-Outagamie, - Augusta (en), - Baton Rouge, - Central Illinois, - Brunswick (en), - Burlington, - Cedar Rapids, - Charleston-Yeager, - Charlottesville, - Chattanooga (en), - Columbia Metropolitan, - Columbus, - Columbus (Golden Triangle R.) (en), - Dothan (en), - Evansville (en), - Nord-ouest de l'Arkansas, - Fayetteville (en), - Fort Wayne (en), - Gainesville, - George Town-Exuma, - Austin-Straubel, - Gulfport-Biloxi, - Harrisburg (Middletown), - Hilton Head Island, - Jackson-Evers, - Jacksonville (en), - Key West, - Knoxville-McGhee Tyson (en), - Lafayette, - Lexington-Blue Grass (en), - Mobile-Bates Field, - Moline (Quad-City) (en), - Monroe (en), - Montgomery (Dannelly Field), - Montréal (P.-E.-Trudeau), - Myrtle Beach, - North Eleuthera (en), - Roanoke–Blacksburg (en), - Rochester (Minnesota) (en), - Aérodrome de Shreveport (en), - Sioux Falls, - South Bend (Indiana) (en), - Springfield–Branson (en), - Tallahassee, - Trois-Cités (en), - Tulsa (en), - Valdosta (en), - Comté de Westchester, - Wilmington (en) En saison : Aspen |        |
| Frontier Airlines  | - Baltimore-T. Marshall, - Cancún, - Cincinnati-Northern Kentucky, - Chicago-O'Hare, - Denver, - Détroit, - Fort Lauderdale-Hollywood, - Houston-George Bush, - Las Vegas-Harry-Reid, - Islip (Long Island Mac Arthur), - Miami, - Montego Bay-Donald Sangster, - Newark-Liberty, - La Nouvelle-Orléans-L. Armstrong, - New York-LaGuardia, - Ontario, - Orlando, - Philadelphie, - Raleigh-Durham, - Salt Lake City, - San Francisco, - San Juan - Luis-Muñoz-Marín, - Lambert-Saint Louis, - Tampa, - Trenton (comté de Mercer), - Palm Beach En saison : - Austin-Bergstrom, - Cleveland-Hopkins, - Dallas-Fort Worth, - Hartford-Bradley, - Phoenix-Sky Harbor, - Portland (Maine), - Punta Cana, - Providence-T. F. Green, - San Antonio |        |
| JetBlue            | Boston Logan, Fort Lauderdale-Hollywood, Newark-Liberty, New York-John F. Kennedy | [ 11 ] |
| KLM                | Amsterdam | [ 12 ] |
| Korean Air         | Séoul-Incheon | [ 13 ] |
| Lufthansa          | Francfort | [ 14 ] |
| Qatar Airways      | Doha-Hamad | [ 15 ] |
| Southwest Airlines | - Austin-Bergstrom, - Baltimore-T. Marshall, - Charleston, - Chicago-Midway, - Cleveland-Hopkins, - John Glenn Columbus, - Dallas-Love Field, - Denver, - Fort Lauderdale-Hollywood, - Fort Myers, - Greenville-Spartanburg, - Houston-W. P. Hobby, - Indianapolis, - Jackson-Evers, - Jacksonville, - Kansas City, - Las Vegas-Harry-Reid, - Little Rock-Clinton, - Louisville-Standiford Field, - Memphis, - Miami, - Milwaukee-General Mitchell, - Myrtle Beach, - Nashville, - La Nouvelle-Orléans-L. Armstrong, - New York-LaGuardia, - Oklahoma City (Will Rogers-World) , - Omaha-Eppley , - Orlando, - Plages du nord-ouest de la Floride, - Pensacola, - Philadelphie, - Phoenix-Sky Harbor, - Pittsburgh, - Raleigh-Durham, - Richmond-Byrd Field, - San Antonio, - San Diego, - Sarasota-Bradenton, - Lambert-Saint Louis, - Tampa, - Washington-Dulles, - Washington-Reagan, - Palm Beach En saison : Los Angeles, Norfolk | [ 17 ] |
| Spirit Airlines    | - Austin-Bergstrom, - Baltimore-T. Marshall, - Boston Logan, - Chicago-O'Hare, - Cleveland-Hopkins, - Dallas-Fort Worth, - Denver, - Détroit, - Fort Lauderdale-Hollywood, - Houston-George Bush, - Las Vegas-Harry-Reid, - Los Angeles, - Miami, - Minneapolis-Saint-Paul, - Newark-Liberty, - La Nouvelle-Orléans-L. Armstrong, - Orlando, - Philadelphie, - Tampa En saison : Atlantic City | [ 18 ] |
| Turkish Airlines   | Istanbul | [ 19 ] |
| United Airlines    | Chicago-O'Hare, Denver, Houston-George Bush, Newark-Liberty, San Francisco, Washington-Dulles | [ 20 ] |
| United Express     | Chicago-O'Hare, Denver, Houston-George Bush, Newark-Liberty, Washington-Dulles | [ 20 ] |
| Virgin Atlantic    | Londres-Heathrow, Manchester | [ 21 ] |
| WestJet            | Calgary | [ 22 ] |

Édité le 09/12/2020  Actualisé 30/12/2021